# All Day,All Night
「All Day, All Night」（オールデイ・オールナイト）は、らっぷびとのメジャー・デビュー・シングル。2009年2月4日に、EMIミュージック・ジャパンより発売。

## 概要
本楽曲は、TATE & MARKIEが2004年に発表した曲「Stand by me」が原曲となっている。
MVは、九十九里浜にて撮影された。C/W曲には、ミニアルバム『RAP BEAT』に収録されている楽曲「When They Cry」のリミックスバージョンを収録。価格は、税込500円とワンコインプライスでの販売となった。
CD EXTRAが収録されており、発売日前日の2月3日-3月10日までの期間限定で、動画投稿サイト用のオリジナルトラック、画像、録音方法から楽曲の投稿方法までを解説した、「ネットラップ入門特設ホームページ」のアクセスができるというもの。

## 収録曲
作詞:らっぷびと
1. All Day, All Night
  - 作曲:TATE & MARKIE、らっぷびと
  - 編曲:Ishiguro-Koichi(Pierre! Productions)
  - コーラス:MARKIE
2. When They Cry (Piano "SAYONARA" remix)
  - 作曲:K's、らっぷびと
  - 編曲:K's